# Wetterau

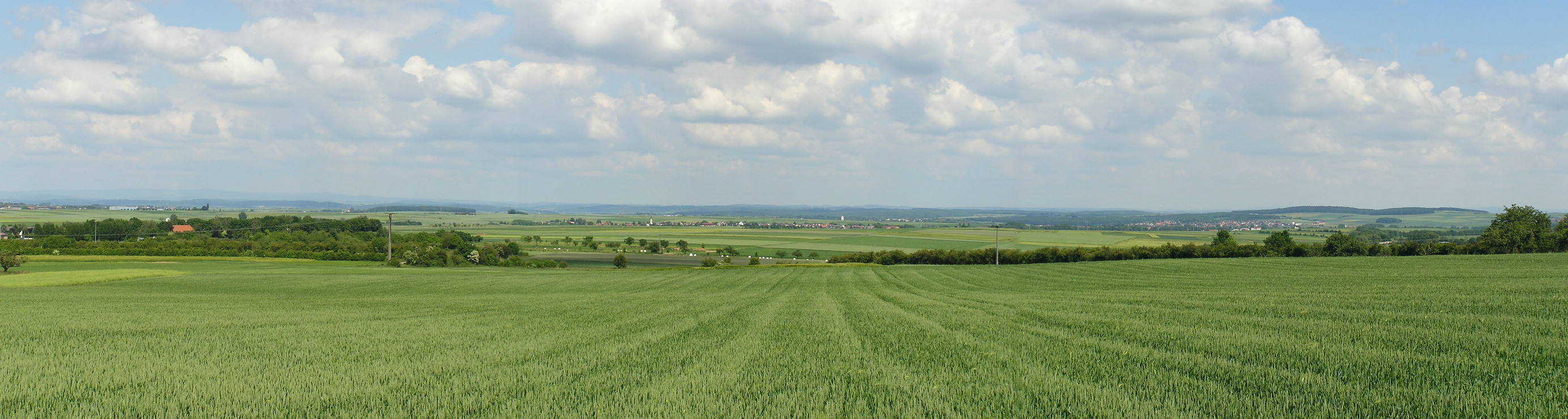
Wetterau. Utsikt mot väster.

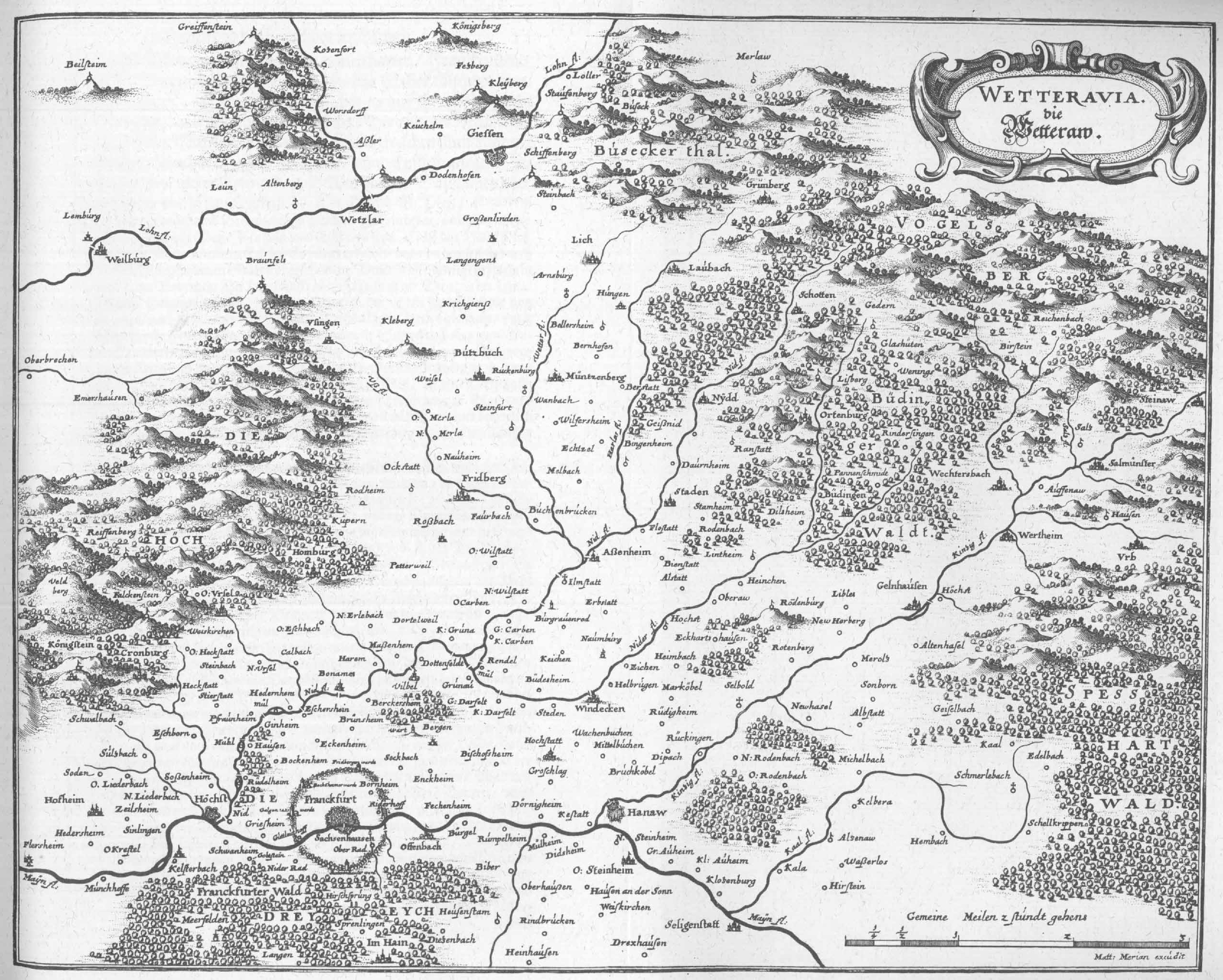
Kopparstick av Wetterau, utfört av Matthäus Merian.

Wetterau är ett bördigt område i Hessen i Tyskland. Området ligger mellan  Frankfurt am Main, Taunus och Vogelsberg. Wetterau är uppkallat efter floden Wetter. Wetterau har givit namn till landkretsen Wetteraukreis.